# シャトレーゼスキーリゾート八ヶ岳
シャトレーゼスキーリゾート八ヶ岳（シャトレーゼスキーリゾートやつがたけ）は、長野県南佐久郡川上村御所平に位置し、シャトレーゼリゾート八ヶ岳が運営を行っているスキー場である。

## 概要
元々は総武都市開発運営による「八ケ岳ザイラーバレースキー場」として1989年にオープンしたが、スキーブームの終了と共に利用者が減少。総武都市開発が民事再生法を申請したため新たな引き取り手を探したところ菓子メーカーのシャトレーゼが名乗りを挙げ、施設を改修し2002年にリニューアルオープンをした（なお、総武都市開発は2007年に再度民事再生法を申請し、2008年に解散している）。
八ヶ岳の眺望が良く、内陸側の気候であるため晴天率が高い。スキー場名に「八ヶ岳」を冠するが、スキー場自体は秩父山地の一峰である横尾山の北西山麓にある。コース面積は9.7haと狭いが、スキーセンターに全ての施設を集約した、オールインワン方式で、狭さをカバーしている。もともと雪の少ない地域であるが、標高が高く気温が低いため人工降雪機により安定した雪を確保している。洋菓子大手、シャトレーゼのグループ企業が運営しているため、レストランでのデザートなどが充実している。東京から車で3時間弱でこれる立地から写真のとおり、週末などは多くの人で混みあう。
スノーボードは全面滑走可で、ハイシーズン中の土曜日及び年末年始にナイター営業を行っている。
近隣のスキー場にサンメドウズ清里スキー場がある。

## ゲレンデ
3本のリフトに5本のコースが設定されている。

### リフト
- ホーンペアリフト (347m)
- バレー高速クワッドリフト (723m)
- アルペンペアリフト (683m)

### コース
| コース名 | 長さ/最大斜度 | 備考                                             |
| -------- | ------------- | ------------------------------------------------ |
| ホーン   | 450m/32°      |                                                  |
| バレー1  | 900m/14°      | スキー場のメインゲレンデ。スノーパークの設置あり |
| バレー2  | 850m/17°      |                                                  |
| バレー3  | 950m/9°       |                                                  |
| アルペン | 800m/32°      | ゲレンデ最高標高1,620mから滑り降りる上級者コース |

## 施設
- スキーセンター…レストラン、リフト券売り場、シャトレーゼ工場直営売店など

- シャトレーゼホテル野辺山・シャトレーゼカントリークラブ野辺山（同リゾート内に併設）

## アクセス
- 鉄道

JR小海線野辺山駅からタクシーで約5分

- 自動車

中央自動車道長坂ICより国道141号経由で約20km